# Louky u Dlouhé Lomnice
Louky u Dlouhé Lomnice jsou přírodní památka ve Slavkovském lese v Karlovarském kraji. Nachází se západně od Bochova na rozhraní katastrálních území Bochov a Dlouhá Lomnice v okrese Karlovy Vary. Předmětem ochrany jsou společenstva mokřadních luk s výskytem hnědáska chrastavcového.

## Historie
Krajina v chráněném území byla a je využívána k zemědělství, konkrétně k pastvě dobytka. Západní část pastvin sloužila jako orná půda a v minulosti byla odvodněna. Přírodní památku vyhlásil Krajský úřad Karlovarského kraje s účinností od 9. prosince 2019.

## Přírodní poměry
Chráněné území s rozlohou 9,17 hektaru se nachází ve Slavkovském lese v nadmořské výšce 630–678 metrů. Leží v katastrálních územích Bochov a Dlouhá Lomnice a překrývá se se stejnojmennou evropsky významnou lokalitou.

### Abiotické faktory
Podle geomorfologického členění Česka chráněné území patří k celku Slavkovský les, podcelku Bečovská vrchovina a okrsku Javorenská vrchovina, pro který je charakteristický málo členitý povrch s pozůstatky holoroviny, pediplénu, třetihorních jezerních sedimentů a neovulkanitů. V geologickém podloží převažují variské biotitické žuly až granodiority. Z půdních typů se vyvinula kambizem dystrická. Území se sklání směrem k severu a vodu z něj odvádí Lomnický potok – patří tedy k povodí Ohře.
V rámci Quittovy klasifikace podnebí se chráněné území nachází v mírně teplé oblasti MT3, pro kterou jsou typické průměrné teploty −3 až −4 °C v lednu a 16–17 °C v červenci. Roční úhrn srážek dosahuje 600–750 milimetrů, počet letních dnů je 20–30, počet mrazových dnů se pohybuje od 130 do 160 a sněhová pokrývka zde leží 60–100 dnů v roce.

### Flóra
V chráněném území převládají trvalé travní porosty (7,2 hektaru) a okrajově jsou zastoupeny lesní pozemky (0,9 hektaru). V enklávách náletových lesních porostů dominují osiky a břízy.

### Fauna
Předmětem ochrany v přírodní památce je populace hnědáska chrastavcového (Euphydryas aurinia), který v Česku patří mezi kriticky ohrožené druhy. V letech 2011–2012 byli zaznamenáni také motýli bělásek ovocný (Aporia crataegi), modrásek lesní (Cyaniris semiargus) a hnědásek rozrazilový (Melitaea diamina).
V polovině osmdesátých let dvacátého století byli v okolí Bochova nalezeni také motýli okáč stříbrooký (Coenonympha tullia), pestrobarvec petrklíčový (Hamearis lucina) a ohniváček modrolesklý (Lycaena alciphron). Při pozdějších inventarizačních průzkumech zjištěni nebyli, ale je možné, že v chráněném území stále přežívají. Z dalších druhů lze předpokládat výskyt bělopáska topolového (Limenitis populi), otakárka fenyklového (Papilio machaon) a různé druhy z rodu batolec (Apartura).

## Přístup
Do chráněného území nevedou žádné turisticky značené trasy. Přístup k němu umožňuje lesní cesta, která začíná na východním konci Dlouhé Lomnice a vede k silnice II/208 mezi Německým Chloumkem a Bochovem.